# Григоренко Ганна Іванівна
Ганна Іванівна Григоре́нко (нар. 1 січня 1944, Хаєнки — пом. 7 травня 2006, Чернігів) — українська художниця декоративно-ужиткового мистецтва; член Спілки радянських художників України з 1980 року та Спілки майстрів народного мистецтва України з 1991 року. Заслужений майстер народної творчості України з 2006 року. Дружина скульптора Петра Пікуля, мати Мирослави та Романа Пікулів.

## Біографія
Народилася 1 січня 1944 року в селі Хаєнках (нині Прилуцький район Чернігівської області, Україна). Упродовж 1961—1966 років навчалась у Київському училищі прикладного мистецтва; у 1967—1973 роках — в Львівському поліграфічному інституті імені Івана Федорова. Її педагогами були М. Рапай, А. Янін, П. Глущенко.
Після здобуття фахової освіти працювала у Чернігові: старшим науковим співробітником історичного музею; з 1976 року — на художньо-виробничому комбінаті. Жила в Чернігові в будинку на вулиці Пирогова, № 22, квартира № 10. Померла в Чернігові 7 травня 2006 року.

## Творчість
Працювала в галузі декоративно-ужиткового мистецтва (вишивка). Серед робіт:
- комплект вбрання «Берізка» (1999);

рушники
- «Чернігівський» (1980; льон, муліне, мережка, прутик);
- «Ювілейний» (1980);
- «Пам'ять» (1983; льон, муліне, мережка);
- «Пісня про Київ» (1985; льон, муліне, рушниковий шов);
- «Дніпровські зорі» (1995; льон, муліне, рушниковий шов);
- «Берегиня» (2004);
- «Думи мої» (2004);
- «Хрещатий барвінок» (2004);
- «Зацвіла в долині червона калина» (2005);
- «Закувала зозуленька» (2005);
- «Защебетав соловейко» (2005);

сукні
- «Мрія» (1988);
- «Чернігівська» (1990; льон, муліне, лічильна гладь);
- «Ніжність» (1993);
- «Туга» (1997; вовна, муліне, лічильна гладь);

чоловічі сорочки
- «Чумачка» (1979; льон, муліне, лічильна гладь, прутик);
- «Блакить» (1987);
- «Думи мої» (1989);
- «Чорнобривці» (1991);
- «Козацька» (1991);
- «Зіронька» (1992);
- «Пам'ять серця» (1995);

панно
- «Мальви (Народні мотиви)» (1996);
- «Квіти принесення» (2000);
- «Синій птах» (2002);
- «Чарівна квітка» (2002);
- «Цар-колос» (2003);

графіка
- «Село моє» (1995);
- «Місячна ніч» (2000).

Брала участь у всеукраїнських, всесоюзних, закордонних мистецьких виставках з 1972 року. Персональні виставки відбулися у Чернігові у 1984, 2005 роках. 2005 року стала володаркою Ґран-Прі Всеукраїнської виставки-конкурсу «Український вишитий рушник». 
Окремі вироби художниці зберігаються у Чернігівськиї художньому та історичному музеях, Переяславському історико-етнографічному заповіднику, Національному музеї українського народного декоративного мистецтва у Києві.